# Ян Фолтис
Ян Фолтис (чеськ. Jan Foltys; 13 жовтня 1908, Свінов — 11 березня 1952, Острава, Мораво-Сілезький край Чеської Республіки) — чехословацький шахіст, міжнародний майстер від 1950 року.

## Шахова кар'єра
1933 року поділив 8-12-те місце в Мніхово-Градіште (13-й чемпіонат Чехії). У 1933 році поділив 5-7-ме місце в Моравській Остраві; змагання виграв Ернст Ґрюнфельд. 1935 року поділив 5-7-ме місце в Лугачовицях; змагання виграв Карел Опоченський. У 1936 році посів 3-тє місце в Подєбрадах (14-й чемпіонат Чехії); переміг Сало Флор. У 1937 році посів 4-те місце в Маргейті. 1937 року поділив 3-4-те місце в Празі; перемогу здобув Пауль Керес. 1937 року поділив 2-4-те місце в місті Рогашка Слатіна; перемогу святкував Мечислав Найдорф. 1937 року поділив 9-10-те місця в Юраті (4-й чемпіонат Польщі); переміг Ксавери Тартаковер. У 1938 році посів 3-тє місце в Празі (15-й чемпіонат Чехословаччини). У 1938 році поділив 10-12-те місце в Лодзі; виграв Вася Пірц. 1938 року посів 11-те місце в Любляні (Лайбаху); переможцем став Борислав Костич. У травні 1939 року посів 7-ме місце в Штутгарті (1-й Європейський турнір); перемогу здобув Юхим Боголюбов.
Грав на першій шахівниці за Чехословаччину на 3-й неофіційній шаховій Олімпіаді в Мюнхені в 1936 році (+7 -1 =11), на другій шахівниці на 7-ій шаховій олімпіаді в Стокгольмі в 1937 році (+7 -2 =9), і на другій шахівниці на 8-й шаховій олімпіаді в Буенос-Айресі в 1939 році (+8 -3 =5). Загалом на цих трьох змаганнях в 53 партіях набрав (+22 -6 =25), що становить 65,1 відсотка.
Під час Другої світової війни Фолтис зіграв у кількох сильних турнірах. У 1940 році виграв у Раковніку (чемпіонат Богемії і Моравії, Protektorat der Böhmen-Mähren Meisterschaft). У 1941 році випередив Йожефа Шілі та Людовіта Потучека в Тренчианські-теплиці. У вересні 1941 року посів 7-ме місце в Мюнхені (2-й Європейський турнір); переможцем став Йоста Штольц. У 1941 році звів унічию (6:6) матч з Карелом Опоченським у Празі. У вересні 1942 року поділив 3-5-те місця з Юхимом Боголюбовим і Куртом Ріхтером, позаду Олександра Алехіна та Пауля Кереса, в Мюнхені (1-й Чемпіонат Європи, Europameisterschaft). У грудні 1942 рок посів 3-тє місце, слідом за Алехіним і Клаусом Юнге, в Празі (Дюрас Юбілі). У квітні 1943 року поділив 4-5-те місце в Празі; виграв Алехін. У червні 1943 року посів 5-те місце в Зальцбургу; перемогли Керес і Алехін. В 1943 році поділив 1-2-ге місце з Франтішеком Зітою в Празі (чемпіонат Богемії і Моравії). 1943 року посів 2-ге місце в Зліні, позаду Ченека Коттнауера. У 1944 році посів 4-те місце у Брно (чемпіонат Богемії і Моравії, переміг Опоченський).
Після війни Фолтис брав участь у турнірах і командних матчах. 1946 року поділив 4-5-те місце в Празі. Переможцем став Мігель Найдорф. 1946 року посів 3-тє місце, позаду Людека Пахмана і Мирослава Катетова, в Остраві (чемпіонат Чехословаччини).
Зіграв у дванадцяти міжнародних матчах. У 1947 році переміг (1,5:0,5) Лодевейка Прінса в Гаазі (Нідерланди — Чехословаччина); виграв (2:0) проти Гаррі Голомбека в Лондоні (Велика Британія — Чехословаччина); переміг (2:0) Рітсона-Моррі в Бірмінгемі (MCCU — Чехословаччина); поступився (0:2) Ніколасу Россолімо в Парижі (Франція — Чехословаччина); поступився (0,5:1,5) Васі Пірцу у Загребі (Югославія — Чехословаччина). У 1948 році переміг (1,5:0,5) Светозара Глігорича в Шпіндлерув-Млін (Чехословаччина — Югославія). У 1949 році виграв (2:0) проти Макарчика в Катовицях (Польща — Чехословаччина); переміг (1,5:0,5) Локвенца у Відні (Австрія — Чехословаччина); зіграв унічию (0,5:0,5) з Ковачем у Відні (Відень — Чехословаччина); програв (0,5:1,5) Максові Ейве в Празі (Чехословаччина — Нідерланди); зіграв унічию (1:1) з Платтом у Празі (Чехословаччина — Австрія), і виграв (2,5:0,5) проти Шабадоса у Венеції (Італія — Чехословаччина).
Фолтис показав свій найкращий результат на турнірі в Карлових Варах / Маріанських Лазнях в 1948 році. Того ж року посів 3-тє місце в Будапешті. 1949 року поділив 1-ше місце зі Стояном Пучем у Відні (3-й Меморіал Шлехтера), поділив 4-7-ме місце у Венеції, і посів 6-те місце в Тренчианське-тепліце. У 1950 році посів 7-ме місце в Щавно-Здруй. У 1950 році посів 13-те в Амстердамі. 1951 року кваліфікувався в Маріанських-Лазнях на Міжзональний турнір у Стокгольмі 1952, але помер від лейкемії в Остраві у 1952 році, раніше, ніж той відбувся.
Удостоєний звання міжнародного майстра в 1950 році.
Згідно з ретроспективною системою chessmetrics найвищий рейтинг мав станом на листопад 1947 року, досягнувши 2653 пункти, посідав тоді 20-те місце у світі.